# Sinosuthora conspicillata
A Sinosuthora conspicillata a verébalakúak (Passeriformes) rendjébe, ezen belül az óvilági poszátafélék (Sylviidae) családjába tartozó, 14-15 centiméter hosszú madárfaj. Közép-Kína mérsékelt övi valamint trópusi és szubtrópusi nedves hegyi erdőiben él. Júniustól augusztusig költ.

## Alfajai
- S. c. conscipillata (David, 1871) – középső Kína;
- S. c. rocki (Bangs & J. L. Peters, 1928) – középső Kína keleti része (nyugat-Hupej).

## Fordítás
- Ez a szócikk részben vagy egészben  a   Spectacled parrotbill című angol Wikipédia-szócikk fordításán alapul.  Az eredeti cikk szerkesztőit annak laptörténete sorolja fel. Ez a jelzés csupán a megfogalmazás eredetét és a szerzői jogokat jelzi, nem szolgál a cikkben szereplő információk forrásmegjelöléseként.